# Vorkutá
Vorkutá (en ruso: Воркута; en komi: Вӧркута Vörkutá; en nenezo de bosque: Варкута Varkutá) es una ciudad minera situada en la república rusa de Komi, que se encuentra a 50 kilómetros al norte del círculo polar ártico. En el año 2018, su población se estimaba en 56.088 habitantes.

## Historia
Vorkutá tiene su origen en 1932, cuando se abrieron allí campos de trabajos forzados. A partir de la década de 1930, los prisioneros del Gulag de Vorkutá trabajaron construyendo el pueblo y explotando los yacimientos de carbón que existían en las cercanías. Vorkutá obtuvo el estatuto de ciudad el 26 de noviembre de 1943. Su principal fuente de ingresos radica en la explotación de la rica cuenca carbonífera del río Pechora.
En 1953, la ciudad fue testigo de un alzamiento de los prisioneros, conocido como Levantamiento de Vorkutá. Después de que este fuera sangrientamente reprimido por el Ejército Rojo y el NKVD, siendo asesinados 53 presos y heridos 135, muchos de los campos fueron cerrados a lo largo de los años 1950. El militar republicano español Valentín González El Campesino llegó a estar internado en el campo de trabajo de Vorkutá.
La ciudad pasó de contar con 200.000 habitantes en 1989, a descender a 117.000 en los años 2000, hasta las aproximadamente 56.000 personas en 2018. Durante la Guerra Fría, en Vorkutá también funcionó una base aérea que alojaba bombarderos estratégicos.
Hoy en día la ciudad sigue siendo un lugar atractivo para los trabajadores de la industria del carbón, pues el lugar goza de una ubicación bastante oportuna para la excavación y posterior recolección de carbón. El norte de la ciudad ha sido testigo de que cientos de mineros y sus familias se trasladen a vivir desde la década de 1990, pues dadas las condiciones climáticas, extensión y lugar pueden cobrar el doble de lo que cobraría un minero normal, 900 rublos. 
Actualmente, muchas de las minas que hubo en Vorkutá y que significaban la principal actividad económica de la ciudad se encuentran cerradas debido al alto costo que implican las operaciones de extracción carbonífera.

## Clima
Vorkutá posee un clima subártico muy extremo que abarca los meses de octubre a abril, con temperaturas que oscilan entre los 0 °C y los -50 °C. Aquí no existen estaciones de primavera y otoño, pues el frío es tan extremo que incluso en los meses de calor, de junio a agosto, las temperaturas oscilan entre los -5 °C y los 11 °C.
| Parámetros climáticos promedio de Vorkutá (1991-2020) | Parámetros climáticos promedio de Vorkutá (1991-2020) | Parámetros climáticos promedio de Vorkutá (1991-2020) | Parámetros climáticos promedio de Vorkutá (1991-2020) | Parámetros climáticos promedio de Vorkutá (1991-2020) | Parámetros climáticos promedio de Vorkutá (1991-2020) | Parámetros climáticos promedio de Vorkutá (1991-2020) | Parámetros climáticos promedio de Vorkutá (1991-2020) | Parámetros climáticos promedio de Vorkutá (1991-2020) | Parámetros climáticos promedio de Vorkutá (1991-2020) | Parámetros climáticos promedio de Vorkutá (1991-2020) | Parámetros climáticos promedio de Vorkutá (1991-2020) | Parámetros climáticos promedio de Vorkutá (1991-2020) | Parámetros climáticos promedio de Vorkutá (1991-2020) |
| Mes                                                   | Ene.                                                  | Feb.                                                  | Mar.                                                  | Abr.                                                  | May.                                                  | Jun.                                                  | Jul.                                                  | Ago.                                                  | Sep.                                                  | Oct.                                                  | Nov.                                                  | Dic.                                                  | Anual                                                 |
| ----------------------------------------------------- | ----------------------------------------------------- | ----------------------------------------------------- | ----------------------------------------------------- | ----------------------------------------------------- | ----------------------------------------------------- | ----------------------------------------------------- | ----------------------------------------------------- | ----------------------------------------------------- | ----------------------------------------------------- | ----------------------------------------------------- | ----------------------------------------------------- | ----------------------------------------------------- | ----------------------------------------------------- |
| Temp. máx. abs. (°C)                                  | 1.1                                                   | 1.2                                                   | 5.3                                                   | 12.0                                                  | 26.5                                                  | 31.0                                                  | 33.8                                                  | 30.0                                                  | 24.2                                                  | 15.6                                                  | 4.8                                                   | 3.5                                                   | 33.8                                                  |
| Temp. máx. media (°C)                                 | -15.4                                                 | -15.1                                                 | -9.4                                                  | -4.2                                                  | 2.5                                                   | 13.4                                                  | 18.8                                                  | 14.2                                                  | 8.4                                                   | -0.5                                                  | -9.0                                                  | -12.8                                                 | -0.8                                                  |
| Temp. media (°C)                                      | -19.3                                                 | -18.9                                                 | -13.5                                                 | -8.2                                                  | -1.1                                                  | 8.4                                                   | 13.3                                                  | 9.9                                                   | 4.7                                                   | -3.1                                                  | -12.4                                                 | -16.4                                                 | -4.7                                                  |
| Temp. mín. media (°C)                                 | -23.1                                                 | -22.7                                                 | -17.6                                                 | -12.2                                                 | -4.5                                                  | 4.0                                                   | 8.2                                                   | 6.0                                                   | 1.5                                                   | -5.8                                                  | -16.0                                                 | -20.1                                                 | -8.5                                                  |
| Temp. mín. abs. (°C)                                  | -48.0                                                 | -49.4                                                 | -43.1                                                 | -38.5                                                 | -25.3                                                 | -8.4                                                  | -1.0                                                  | -4.8                                                  | -10.5                                                 | -29.0                                                 | -45.1                                                 | -52.0                                                 | -52.0                                                 |
| Precipitación total (mm)                              | 34                                                    | 30                                                    | 35                                                    | 27                                                    | 35                                                    | 47                                                    | 49                                                    | 60                                                    | 55                                                    | 56                                                    | 45                                                    | 39                                                    | 512                                                   |
| Nevadas (cm)                                          | 47                                                    | 66                                                    | 81                                                    | 84                                                    | 53                                                    | 4                                                     | 0                                                     | 0                                                     | 0                                                     | 6                                                     | 17                                                    | 30                                                    | 388                                                   |
| Días de lluvias (≥ 1 mm)                              | 1                                                     | 0.2                                                   | 1                                                     | 3                                                     | 9                                                     | 16                                                    | 19                                                    | 22                                                    | 19                                                    | 10                                                    | 2                                                     | 1                                                     | 103.2                                                 |
| Días de nevadas (≥ 1 mm)                              | 25                                                    | 23                                                    | 24                                                    | 21                                                    | 20                                                    | 8                                                     | 1                                                     | 1                                                     | 8                                                     | 23                                                    | 25                                                    | 26                                                    | 205                                                   |
| Humedad relativa (%)                                  | 81                                                    | 80                                                    | 81                                                    | 79                                                    | 79                                                    | 72                                                    | 74                                                    | 82                                                    | 85                                                    | 88                                                    | 84                                                    | 82                                                    | 80.6                                                  |
| Fuente: Погода и климат                               |                                                       |                                                       |                                                       |                                                       |                                                       |                                                       |                                                       |                                                       |                                                       |                                                       |                                                       |                                                       |                                                       |